# Ferrari F60
Pour les articles homonymes, voir Ferrari F60 America et F60.
Chronologie des modèles
Ferrari F2008 Ferrari F10
La Ferrari F60 est la monoplace de Formule 1 engagée par la Scuderia Ferrari dans le Championnat du monde de Formule 1 2009.
Officiellement présentée le lundi 12 janvier 2009 à 10 heures par une publication de photos sur internet, cette monoplace tient compte des modifications de règlements introduites en 2009 et présente un aileron avant élargi, un aileron arrière rétréci et relevé, et des pneus slicks.
Ses pilotes sont le Brésilien Felipe Massa et le Finlandais Kimi Räikkönen. Ses pilotes de réserve sont l'Italien Luca Badoer et l'Espagnol Marc Gene. Elle porte le nom de F60 en référence au nombre de championnats du monde disputés par la Scuderia depuis 1950.
Le 12 janvier 2009, Felipe Massa fait faire ses premiers tours de roues à la Ferrari F60 sur le circuit du Mugello, en Italie. Cet essai, initialement prévu sur la piste privée de Ferrari à Fiorano, a été déplacé au Mugello pour des raisons climatiques. Felipe Massa est sorti du stand à 10 h 35 pour un premier tour de vérification. Il a ensuite regagné le box et patienté 20 minutes avant de reprendre la piste pour un second tour, lui aussi terminé par une rentrée au stand.
À l'issue de ces deux premiers tours de piste, Massa a déclaré n'avoir découvert la F60 que la veille et qu'il la trouvait « petite et mignonne » en raison des modifications techniques dues au règlement 2009.
À la suite d'un accident au cours du GP de Hongrie il est remplacé par Luca Badoer, lui-même remplacé après deux courses par Giancarlo Fisichella pour le reste de la saison 2009.

## Bilan de la saison 2009
Départs en Grands Prix
- 17 pour Kimi Räikkönen
- 9 pour Felipe Massa
- 5 pour Giancarlo Fisichella
- 2 pour Luca Badoer

Abandons
- 3 pour Kimi Räikkönen
- 2 pour Felipe Massa
- 0 pour Giancarlo Fisichella
- 0 pour Luca Badoer

Victoires
- 1 victoire pour Kimi Räikkönen

Podiums
- 5 podiums pour Kimi Räikkönen
- 1 podium pour Felipe Massa

Meilleurs résultats en qualification
- 1 départ en 2e position pour Kimi Räikkönen
- 1 départ en 4e position pour Felipe Massa
- 2 départs en 14e position pour Giancarlo Fisichella
- 2 départs en 20e position pour Luca Badoer

Meilleurs tours en course
- 1 meilleur tour en course pour Felipe Massa

Points inscrits
- 70 points pour Scuderia Ferrari
- 48 points pour Kimi Räikkönen
- 22 points pour Felipe Massa
- 0 point pour Giancarlo Fisichella
- 0 point pour Luca Badoer

Classements aux championnats du monde
- Scuderia Ferrari : 4e avec 70 points.
- Kimi Räikkönen : 6e avec 48 points.
- Felipe Massa : 11e avec 22 points.
- Giancarlo Fisichella : 15e avec 8 points (points marqués lorsqu'il pilotait pour Force India).
- Luca Badoer : 25e avec 0 point.

### Résultats en championnat du monde de Formule 1
| Saison | Écurie                    | Moteur         | Pneus       | Pilotes              | Courses | Courses | Courses | Courses | Courses | Courses | Courses | Courses | Courses | Courses | Courses | Courses | Courses | Courses | Courses | Courses | Courses | Points inscrits | Classement |
| Saison | Écurie                    | Moteur         | Pneus       | Pilotes              | 1       | 2       | 3       | 4       | 5       | 6       | 7       | 8       | 9       | 10      | 11      | 12      | 13      | 14      | 15      | 16      | 17      | Points inscrits | Classement |
| ------ | ------------------------- | -------------- | ----------- | -------------------- | ------- | ------- | ------- | ------- | ------- | ------- | ------- | ------- | ------- | ------- | ------- | ------- | ------- | ------- | ------- | ------- | ------- | --------------- | ---------- |
| 2009   | Scuderia Ferrari Marlboro | Ferrari 056 V8 | Bridgestone |                      | AUS     | MAL     | CHI     | BAH     | ESP     | MON     | TUR     | GBR     | ALL     | HON     | EUR     | BEL     | ITA     | SIN     | JAP     | BRÉ     | ABU     | 70              | 4e         |
| 2009   | Scuderia Ferrari Marlboro | Ferrari 056 V8 | Bridgestone | Felipe Massa         | Abd     | 9e      | Abd     | 14e     | 6e      | 4e      | 6e      | 4e      | 3e      | Np      |         |         |         |         |         |         |         | 70              | 4e         |
| 2009   | Scuderia Ferrari Marlboro | Ferrari 056 V8 | Bridgestone | Luca Badoer          |         |         |         |         |         |         |         |         |         |         | 17e     | 14e     |         |         |         |         |         | 70              | 4e         |
| 2009   | Scuderia Ferrari Marlboro | Ferrari 056 V8 | Bridgestone | Giancarlo Fisichella |         |         |         |         |         |         |         |         |         |         |         |         | 9e      | 13e     | 12e     | 10e     | 16e     | 70              | 4e         |
| 2009   | Scuderia Ferrari Marlboro | Ferrari 056 V8 | Bridgestone | Kimi Räikkönen       | 15e     | 14e     | 10e     | 6e      | Abd     | 3e      | 9e      | 8e      | Abd     | 2e      | 3e      | 1er     | 3e      | 10e     | 4e      | 6e      | 12e     | 70              | 4e         |

Légende : ici 